# Adam och Eva (1963)
Adam och Eva är en svensk dramafilm från 1963 i regi av Åke Falck.

## Handling
Eva upptäcker en tävling om en altartavla. Hennes man Adam ritar en skiss på skämt. Eva skickar in skissen och Adam vinner tävlingen. Vinsten gör att Adam blir berömd och han får därför stor uppmärksamhet när myndigheterna beslutar att lägga brofästet för en ny bro där familjens hus ligger. Det accepteras inte av Adam och Eva som vägrar att flytta.

## Om filmen
Filmen premiärvisades på ett flertal biografer 2 september 1963. Den har som förlaga romanen Farväl till paradiset av Allan Eriksson som utkom 1954.

## Rollista i urval
- Per Myrberg - Adam Tapper
- Gio Petré - Eva Tapper, hans hustru
- Per Oscarsson - Pastor Helge Kall
- Margaretha Krook - fröken Nyfröjd från socialbyrån Hjälpo
- Åke Grönberg - "Rulle" från Vattenledningsverket
- Olof Thunberg - Boklund, bokhandlare
- Stig Grybe - Käck, stadsfogdeassistent
- Torsten Lilliecrona - verkmästare på drömfabriken
- Jan-Olof Strandberg - hälsovårdsinspektör
- Ernst-Hugo Järegård - Kejsarskägget
- Anita Wall - stripiga tjejen
- Tommy Nilson - den yrvakne
- Ulf Andrée - den spetsskäggige